# Cinnyris mariquensis
El suimanga del Marico (Cinnyris mariquensis) es una especie de ave paseriforme de la familia Nectariniidae. Se encuentra en Angola, Botsuana, Burundi, Eritrea, Etiopía, Kenia, Mozambique, Namibia, Ruanda, Somalia, Sudáfrica, Sudán, Suazilandia, Tanzania, Uganda, Zambia, y Zimbabue.
Son aves paseriformes muy pequeñas que se alimentan abundantemente de néctar, aunque también atrapan insectos, especialmente cuando alimentan sus crías. El vuelo con sus alas cortas es rápido y directo.

## Subespecies
Comprende las siguientes subespecies:
- Cinnyris mariquensis mariquensis
- Cinnyris mariquensis suahelicus
- Cinnyris mariquensis lucens
- Cinnyris mariquensis ovamboensis
- Cinnyris mariquensis osiris